# Редь-Черешновец
Редь-Черешновец также Редь-Черешновэц (рум. Redi-Cereşnovăţ) — село в Сорокском районе Молдавии. Относится к сёлам, не образующим коммуну.

## География
Село расположено на высоте 254 метров над уровнем моря.

## Население
По данным переписи населения 2004 года, в селе Редь-Черешновэц проживает 959 человек (462 мужчины, 497 женщин).
Этнический состав села:
| Национальность | Число жителей | Процентный состав |
| -------------- | ------------- | ----------------- |
| молдаване      | 939           | 97.91             |
| украинцы       | 7             | 0.73              |
| румыны         | 6             | 0.63              |
| русские        | 5             | 0.52              |
| гагаузы        | 1             | 0.1               |
| болгары        | 1             | 0.1               |
| Всего          | 959           | 100%              |